# Éter luminífero
Éter luminífero é um meio elástico hipotético em que se propagariam as ondas eletromagnéticas, e cuja existência contradiz os resultados de inúmeras experiências, já não sendo, por isso, admitido pelas teorias físicas. O resultado da experiência de Michelson e Morley, cujo objetivo era medir a velocidade da Terra em relação ao éter luminífero, levou os cientistas a abandonarem esta hipótese.